# L'isola di Gilligan

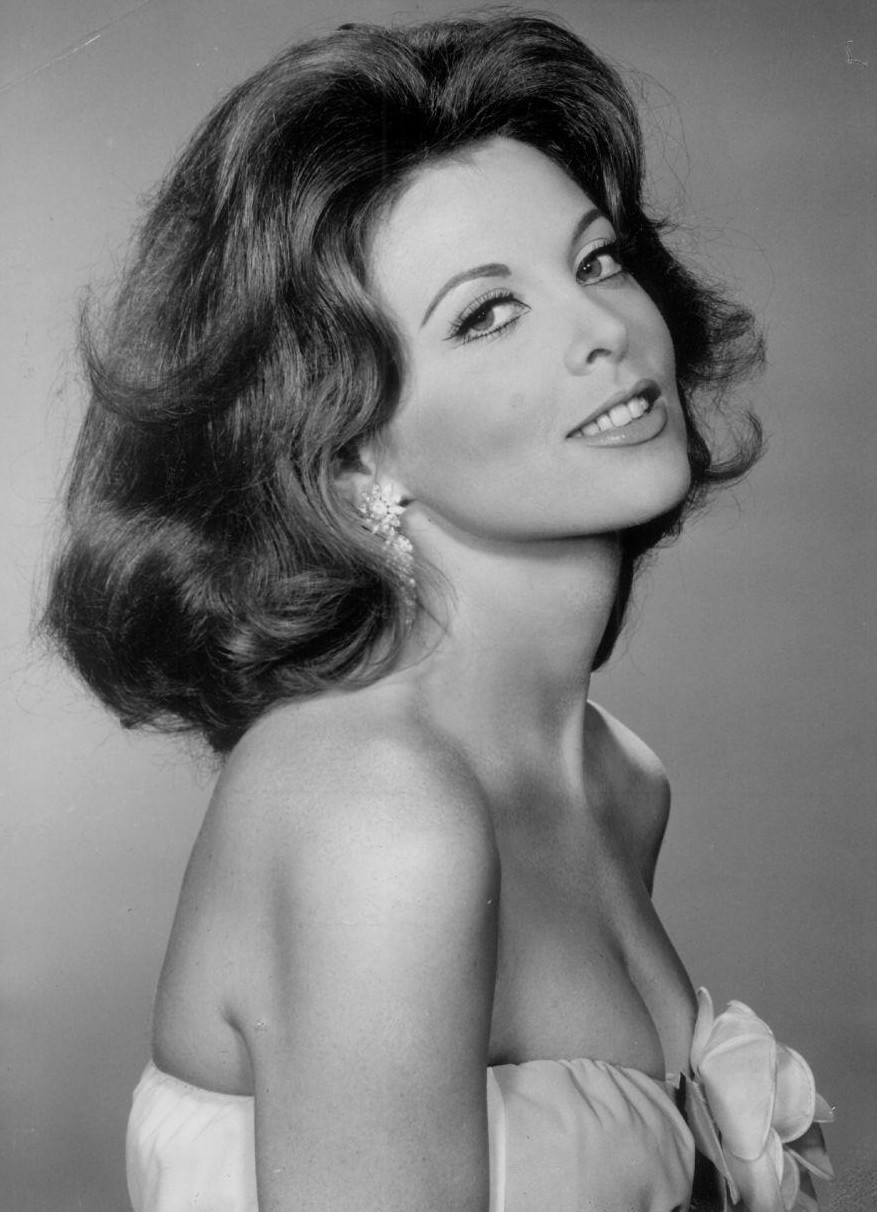
Tina Louise nel ruolo di Ginger Grant.

L'isola di Gilligan (Gilligan's Island) è una serie televisiva statunitense in 98 episodi (più un episodio pilota originariamente non andato in onda) trasmessi per la prima volta nel corso di 3 stagioni dal 1964 al 1967.
È una sitcom d'avventura incentrata sulle vicende di sette naufraghi che cercano di sopravvivere e, infine, fuggire dall'isola su cui sono naufragati; i loro piani di fuga inevitabilmente falliscono per vari motivi. La serie crebbe enormemente in popolarità durante gli anni 1970 e 1980 con le trasmissioni in syndication, quando molti network la trasmettevano nel tardo pomeriggio dopo la scuola. Oggi, il personaggio di Gilligan è ampiamente riconosciuto come un'icona culturale statunitense.

## Trama
I due uomini dell'equipaggio dell'imbarcazione charter SS Minnow e i cinque passeggeri imbarcati a Honolulu per una gita di tre ore si imbattono in una tempesta tropicale e naufragano su un'isola deserta e inesplorata nell'Oceano Pacifico. I loro sforzi per essere salvati vengono di solito ostacolati dalla condotta involontaria del primo ufficiale, Gilligan.

## Produzione
La serie, ideata da Sherwood Schwartz, fu prodotta da Columbia Broadcasting System, Gladysya Productions e United Artists Television e girata negli studios della CBS a Los Angeles in California e a Honolulu. Le musiche furono composte da Gerald Fried e John Williams e Frank Comstock. La prima stagione, composta da 36 episodi, fu girata in bianco e nero. Questi episodi furono successivamente colorizzati per la trasmissione in syndication. La seconda e terza stagione (62 episodi) e i tre film seguito per la televisione furono girati a colori. Originariamente la serie fu sponsorizzata dalla Philip Morris & Company e da Procter & Gamble.

### Registi
Tra i registi della serie sono accreditati:
- Jack Arnold (26 episodi, 1964-1966)
- Leslie Goodwins (11 episodi, 1965-1967)
- Gary Nelson (8 episodi, 1965-1967)
- Jerry Hopper (7 episodi, 1966-1967)
- Anton Leader (6 episodi, 1965-1966)
- Stanley Z. Cherry (5 episodi, 1964-1967)
- Ida Lupino (4 episodi, 1964-1966)
- John Rich (4 episodi, 1964)
- Richard Donner (3 episodi, 1964-1965)
- Tom Montgomery (3 episodi, 1964-1965)
- George Cahan (3 episodi, 1965-1966)
- Steve Binder (2 episodi, 1965-1967)
- Hal Cooper (2 episodi, 1965-1967)
- Wilbur D'Arcy (2 episodi, 1965-1967)
- Lawrence Dobkin (2 episodi, 1965)
- Charles Norton (2 episodi, 1966-1967)
- David Orrick McDearmon (2 episodi, 1967)

## Distribuzione
La serie fu trasmessa negli Stati Uniti dal 1964 al 1967 sulla rete televisiva CBS. In Italia è stata trasmessa con il titolo L'isola di Gilligan.
Alcune delle uscite internazionali sono state:
- in Germania Ovest il 15 agosto 1967 (Gilligans Insel)
- in Argentina e Venezuela (La isla de Gilligan)
- in Brasile (A Ilha dos Birutas)
- in Francia (L'île aux naufragés)
- in Spagna (La isla de Gílligan)
- in Italia (L'isola di Gilligan)

## Personaggi e interpreti
- Gilligan (99 episodi, 1964-1967), interpretato da Bob Denver.
- Jonas 'The Skipper' Grumby (99 episodi, 1964-1967), interpretato da Alan Hale Jr..
- Thurston Howell III (99 episodi, 1964-1967), interpretato da Jim Backus.
- Mrs. Lovey Howell (99 episodi, 1964-1967), interpretata da Natalie Schafer.
- Ginger Grant (98 episodi, 1964-1967), interpretata da Tina Louise.
- Professor Roy Hinkley (98 episodi, 1964-1967), interpretato da Russell Johnson.
- Mary Ann Summers (98 episodi, 1964-1967), interpretata da Dawn Wells.

## Episodi
| Stagione         | Episodi | Prima TV USA |
| ---------------- | ------- | ------------ |
| Prima stagione   | 36      | 1964-1965    |
| Seconda stagione | 32      | 1965-1966    |
| Terza stagione   | 30      | 1966-1967    |

## Sequel e spin off
- L'isola delle 1000 avventure (1974-1975, serie animata);
- Rescue from Gilligan's Island (1978, film televisivo);
- The Castaways on Gilligan's Island (1979, film televisivo);
- The Harlem Globetrotters on Gilligan's Island (1981, film televisivo);
- Il pianeta delle 1000 avventure (1982, serie animata);
- Surviving Gilligan's Island: The Incredibly True Story of the Longest Three Hour Tour in History (2001, film televisivo)